# Paul Le Mat
Paul Le Mat (Rahway, 22 settembre 1945) è un attore statunitense.

## Biografia
Le Mat è venuto alla ribalta per la prima volta con il suo ruolo in American Graffiti (1973); la sua interpretazione è stata accolta con successo dalla critica e gli è valso il Golden Globe Award come New Star of the Year - Le Mat è nato da Matthew (1914-1963) e Paula Le Mat (1912-1990). Si è diplomato alla Newport Harbour High School nel 1963 e ha frequentato vari college in California, ricevendo infine un diploma di Associate of Arts presso il Los Angeles Valley College. Le Mat ha servito nella guerra del Vietnam con la Marina degli Stati Uniti su un idrovolante SP-5B Marlin in uno squadrone di pattugliamento marittimo.

## Filmografia parziale

### Cinema
- American Graffiti, regia di George Lucas (1973)
- I ragazzi del sabato (Aloha Bobby and Rose), regia di Floyd Mutrux (1975)
- Citizens Band, regia di Jonathan Demme (1977)
- American Graffiti 2 (More American Graffiti), regia di Bill L. Norton (1979)
- La valle della morte (Death Valley), regia di Dick Richards (1982)
- Quando una donna (The Burning Bed), regia di Robert Greenwald – film TV (1984)
- Puppet Master - Il burattinaio (Puppet Master), regia di David Schmoeller (1989)
- American History X, regia di Tony Kaye (1998)
- Chrome Angels, regia di Leigh Scott (2009)

### Televisione
- Sulle ali delle aquile (On Wings of Eagles), regia di Andrew V. McLaglen – miniserie TV (1986)
- La signora in giallo (Murder, She Wrote) – serie TV, episodio 4x20 (1988)
- Ai confini della realtà (The Twilight Zone) – serie TV, episodio 3x15 (1988)
- Il coraggio di ricominciare (The Long Shot), regia di Georg Stanford Brown – film TV (2004)

## Doppiatori italiani
Nelle versioni in italiano delle opere in cui ha recitato, Paul Le Mat è stato doppiato da:
- Emilio Bonucci in American Graffiti, Una volta ho incontrato un miliardario
- Luigi La Monica in American Graffiti 2
- Angelo Maggi in La signora in giallo
- Giorgio Locuratolo in Puppet Master - Il burattinaio
- Gianfranco Gamba in Blind Witness - Testimone nel buio
- Rodolfo Baldini ne Il prezzo del passato